# Lower Lake
Lower Lake är en ort i Lake County i Kalifornien, USA.